# 埃爾斯沃思山脈
埃爾斯沃思山脈（英語：Ellsworth Mountains）是南極洲最高的山脈，位於龍尼冰架（Ronne Ice Shelf）西緣，從北至南的山群全長360公里、闊48公里，明尼蘇達冰川（Minnesota Glacier）把山脈分為北面的森蒂納爾嶺（Sentinel Range）和南面的赫里蒂奇嶺（Heritage Range），其中文森山是南極洲的最高峰。

## 外部連結
- Scientific Committee on Antarctic Research (SCAR)
- Composite Gazetteer of Antarctica（页面存档备份，存于）

78°45′S 85°00′W / 78.750°S 85.000°W